# L'uomo della strada fa giustizia

Claudio Mazzesi (Bruno Di Luia) in una scena.

L'uomo della strada fa giustizia è un film poliziottesco del 1975, diretto da Umberto Lenzi.

## Trama
A Milano durante la rapina a una gioielleria di via Monte Napoleone una bambina, figlia dell'ingegner Vannucchi, viene uccisa da un colpo di pistola sparato da alcuni banditi in fuga. Sulla base della testimonianza fornita dalla minore in punto di morte si deduce che uno dei componenti della banda abbia uno scorpione tatuato sul corpo, da qualche parte. Dato che la polizia non riesce a far luce sul delitto, il padre della piccola, andando contro la volontà di sua moglie, inizia a indagare per conto suo. Dopo varie vicissitudini riesce a scoprire ed a eliminare una banda il cui capo ha un ciondolo con uno scorpione, ma non si trattava dei reali assassini di sua figlia… a sua insaputa questi ultimi erano stati eliminati dalla polizia qualche giorno prima.

## Distribuzione
Distribuito nei cinema italiani l'8 maggio 1975, L'uomo della strada fa giustizia ha incassato complessivamente 711.500.000 lire dell'epoca.